# CQ Близнецов
CQ Близнецов (лат. CQ Geminorum) — одиночная переменная звезда в созвездии Близнецов на расстоянии (вычисленном из значения параллакса) приблизительно 6 322 световых лет (около 1 938 парсек) от Солнца. Видимая звёздная величина звезды — от +13,8m до +12,8m.

## Характеристики
CQ Близнецов — оранжевый гигант, пульсирующая медленная неправильная переменная звезда (LB) спектрального класса K. Радиус — около 48,66 солнечных, светимость — около 368,805 солнечных. Эффективная температура — около 3626 К.